# Греко-японские отношения
Греко-японские отношения — двусторонние дипломатические отношения между Японией и Грецией. Установлены в 1899 году, посольства Греции в Токио и Японии в Афинах открыты в 1960 году (ранее в 1922 году в Афинах было открыто японское консульство, которое было закрыто в 1935 году и открыто только в 1956 году). Обе страны осуществляют тесное сотрудничество.

## Сферы сотрудничества
Отношения между странами начали развиваться с момента подписания Договора о дружбе, торговле и навигации. В частности, между странами действуют следующие соглашения:
- Соглашение о безвизовом режиме (1956)
- Авиационное соглашение (1973)
- Соглашение о сотрудничестве в сфере образования (1981)
- План развития греко-японских отношений[2]

## Политическое сотрудничество
Страны развивали двусторонние отношения на фоне различных международных кризисов и с целью решения личных проблем. Греция и Япония оказывают взаимную поддержку в различных проектах и кандидатурах на места в организациях. Так, в 1919 году Греция поддержала японское Предложение о равенстве рас, направленное Великим державам. Обе страны поддержали кандидатуры друг друга в непостоянные члены Совета Безопасности ООН на период 2005—2006 годов, сотрудничая во время работы Совета того созыва.
Высшие государственные деятели регулярно наносят дружественные визиты в страны. Так, с 3 по 5 марта 2002 года в Японии с визитом находился премьер-министр Греции Костас Симитис в сопровождении группы бизнесменов и журналистов. Спикер Парламента Греции Анна Псаруда-Бенаки была в Токио с 29 мая по 3 июня 2005 года. Ответный визит во время саммита ЕС—Япония в Грецию нанёс премьер-министр Японии Дзюнъитиро Коидзуми с 1 по 3 мая 2003 года, когда Греция была председателем Совета ЕС, и встретился со своим коллегой Константиносом Симитисом. С 9 по 10 января 2005 года в Греции был председатель Парламента Японии Ёхэй Коно, а с 10 по 13 ноября 2005 года в Японии с визитом был премьер-министр Греции Костас Караманлис.

## Экономическое сотрудничество
Объём экспорта между Японией и Грецией достаточно значительный, однако Япония экспортирует в Грецию примерно в 10 раз больше товаров, чем импортирует из Греции. Основные статьи экспорта Японии— высокие технологии, промышленные товары. Основные статьи экспорта Греции — сельскохозяйственная продукция и мрамор. В последние годы наметился рост экспорта из Греции, отмечающий высокий потенциал и конкурентоспособность греческих производителей на внутреннем рынке Японии. Динамично развивается кораблестроение: многие корабли торгового флота Греции строятся на верфях Японии, общий объём заказов составляет 2 млрд. долларов в год.
Инвестиции из Японии в Грецию недостаточно высоки, хотя японские компании выражают заинтересованность во вложении средств в греческий бизнес. Ежегодно делегации крупных компаний встречаются на переговорах, а в 2005 году на международной ярмарке в японском Айти у делегации Греции был даже собственный павильон. Развивается туризм: ежегодно Грецию посещают до 80 тысяч японцев, пик туризма пришёлся на 2004 год во время проведения Олимпийских игр в Афине.
В 2000 году образована Греко-японская торговая палата как некоммерческая организация в результате успешной деятельности Ассоциации по сотрудничеству греко-японского бизнеса. Палата занимается развитием экономических, торговых и бизнес-отношений между Грецией и Японией.

## Культурные отношения
В 1999 году широко отмечалось 100-летие со дня установления дипломатических отношений между двумя странами. Греция и Япония регулярно организуют совместные мероприятия по культурному обмену, которые приобрели особенно широкий размах во время подготовки к Олимпиаде 2004 года в Афинах в рамках Греко-японского плана действий. В 2003 и 2004 годах были организованы следующие крупные культурные события:
 Япония
- Национальный театр Японии, постановка трагедии «Антигона» (11 — 16 марта 2003)
- Историческая выставка Александра Македонского «Культурные контакты между Востоком и Западом» (Токио, 5 августа — 5 октября 2003; Кобе, 18 октября — 21 декабря 2003)
- Выступления танцевального коллектива «Λύκειο Ελληνίδων» численностью 30 человек (Токио, 15 мая 2004; Кобе, 17 мая 2004)

 Греция
- Театр Герода Аттика, постановка трагедии «Царь Эдип», режиссёр Й. Нинагава (1 — 3 июля 2004)
- Серия выставок и встреч, посвящённых изучению греческого языка, истории и культуры Греции. Организаторы: Классическое общество Японии, Эгейское общество Японии, Японо-греческое содружество.

В 2009 году отмечалось 110-летие со дня установления дипломатических отношений. С марта и до конца года страны организовывали различные культурные мероприятия в честь этого юбилея.

### Сербия
Благодаря близким греко-сербским отношениям Япония признаёт Грецию в качестве своеобразного моста для развития отношений с Сербией.

## Греки в Японии
В Японии проживает примерно 300 уроженцев Греции, большая часть из которых — сотрудники международных компаний или бизнесмены, постоянно проживающие в Японии.